# Katedra w Reims
Katedra Notre-Dame w Reims (fr. Cathédrale Notre-Dame de Reims) – gotycka katedra pod wezwaniem Najświętszej Marii Panny w Reims, we Francji. Jest uznawana za najbardziej harmonijną i klasyczną w proporcjach we Francji, często nazywana „Katedrą Aniołów” z powodu bogatej dekoracji rzeźbiarskiej.
Katedra z biegiem czasu stała się miejscem koronacji królów Francji. W sumie w katedrze odbyło się ich dwadzieścia pięć.

## Historia
Świątynia została zbudowana w latach 1211–1300 na miejscu poprzedniej świątyni z 401 r. Zaprojektował ją Jean d’Orbais. Dwuwieżowa fasada katedry przypomina swym wyglądem fasadę paryskiej Notre-Dame. W obydwu świątyniach z fasad wyrastają nieprzykryte hełmami wieże. W fasadzie znajdują się trzy ogromnych rozmiarów portale. Są tak duże, że w tympanon środkowego wbudowana została rozeta. Druga z rozet znajduje się ponad portalem i jest wypełniona witrażem z XIII w, który przedstawia NMP w otoczeniu apostołów i muzykujących aniołów. Po obydwu jej stronach wybudowano strzeliste gotyckie okna oświetlające dwie boczne nawy. Wieńczący je dach zdobiony jest licznymi rzeźbami, częściowo przeniesionymi z pałacu biskupiego. Katedra posiada potrójną nawę poprzeczną i krótkie, pięcionawowe prezbiterium. Zamknięta jest w części wschodniej ambitem, do którego przylega pięć kaplic. Część wschodnia została ukończona już w 1241 roku. Całe wnętrze (wraz z głębokością środkowej kaplicy) mierzy 141 m długości, a wysokość trójkondygnacyjnej nawy głównej osiąga 38 m. Wnętrze silnie akcentują linie pionowe. Żebra sklepienia schodzą poprzez pas triforium na półkoliste kolumny. Otwory okienne ambitu i kaplic wzbogacono jednymi z pierwszych maswerków. Katedra słynie z witraży zaprojektowanych przez Marca Chagalla i bogatej rzeźbiarskiej kompozycji fasady. W czasie rewolucji francuskiej zniszczono lektorium i witraże, ale bryła budynku ocalała. Do 1996 r. usuwano bardzo poważne zniszczenia z czasów I wojny światowej.
Tu w 1429 r. Joanna d’Arc kazała koronować odsuniętego od władzy króla Karola VII.

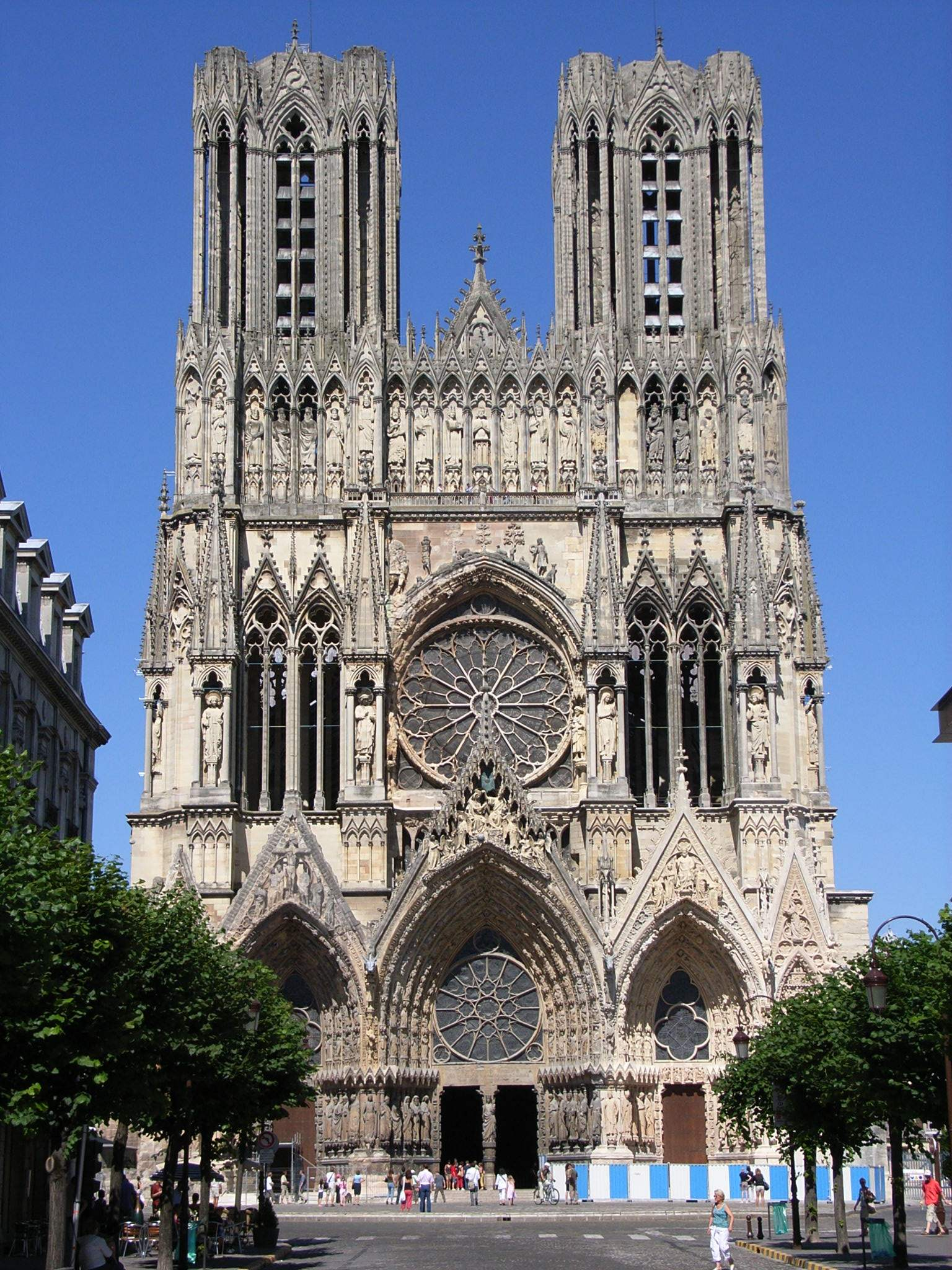
Fasada
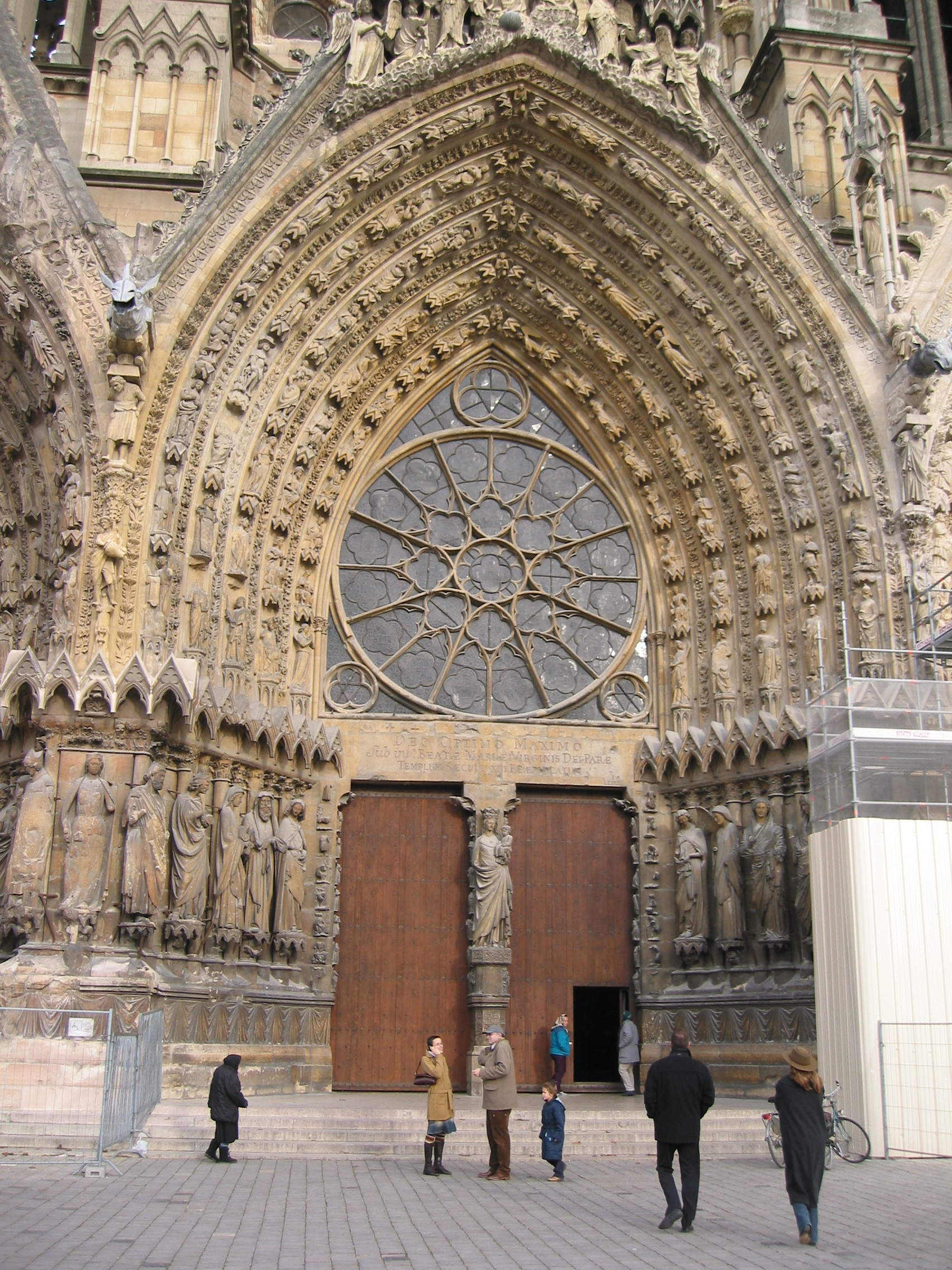
Środkowy portal
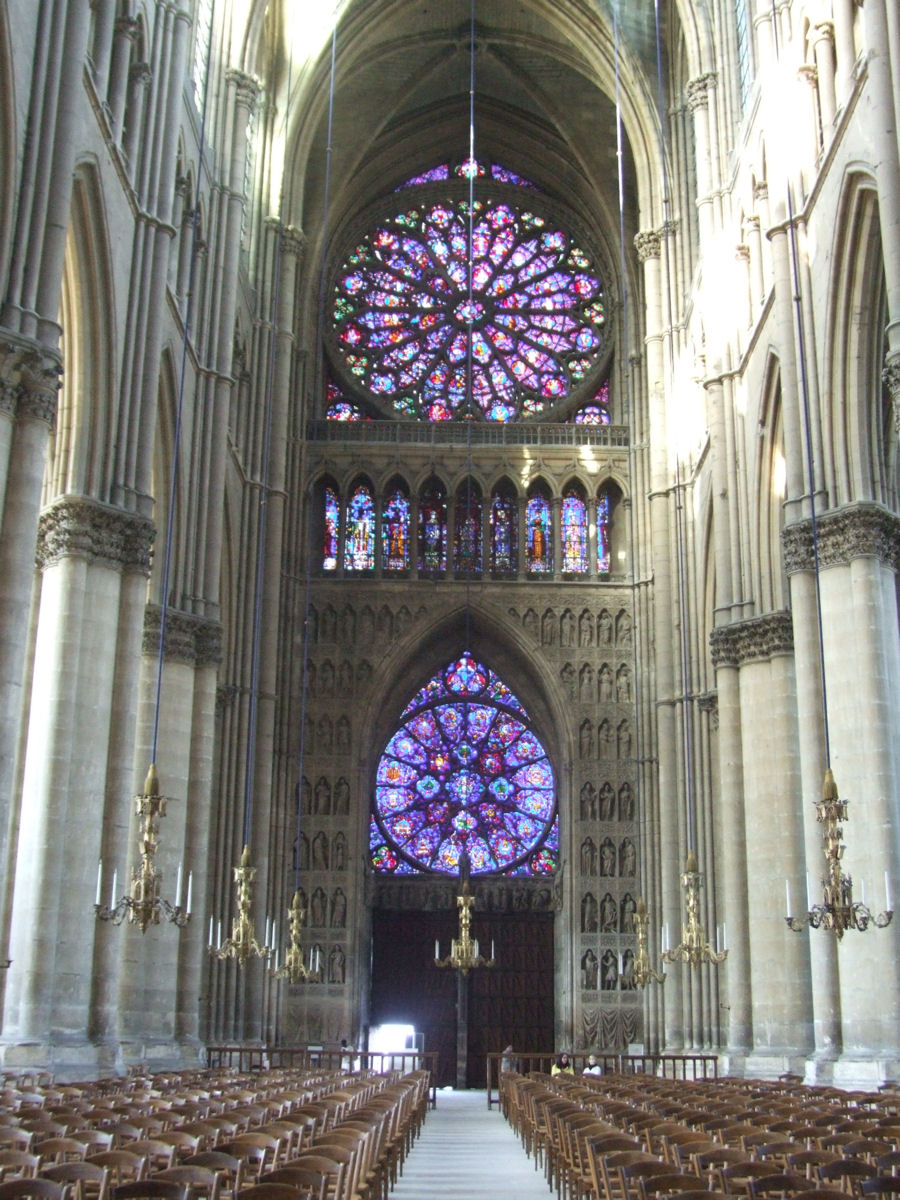
Wnętrze
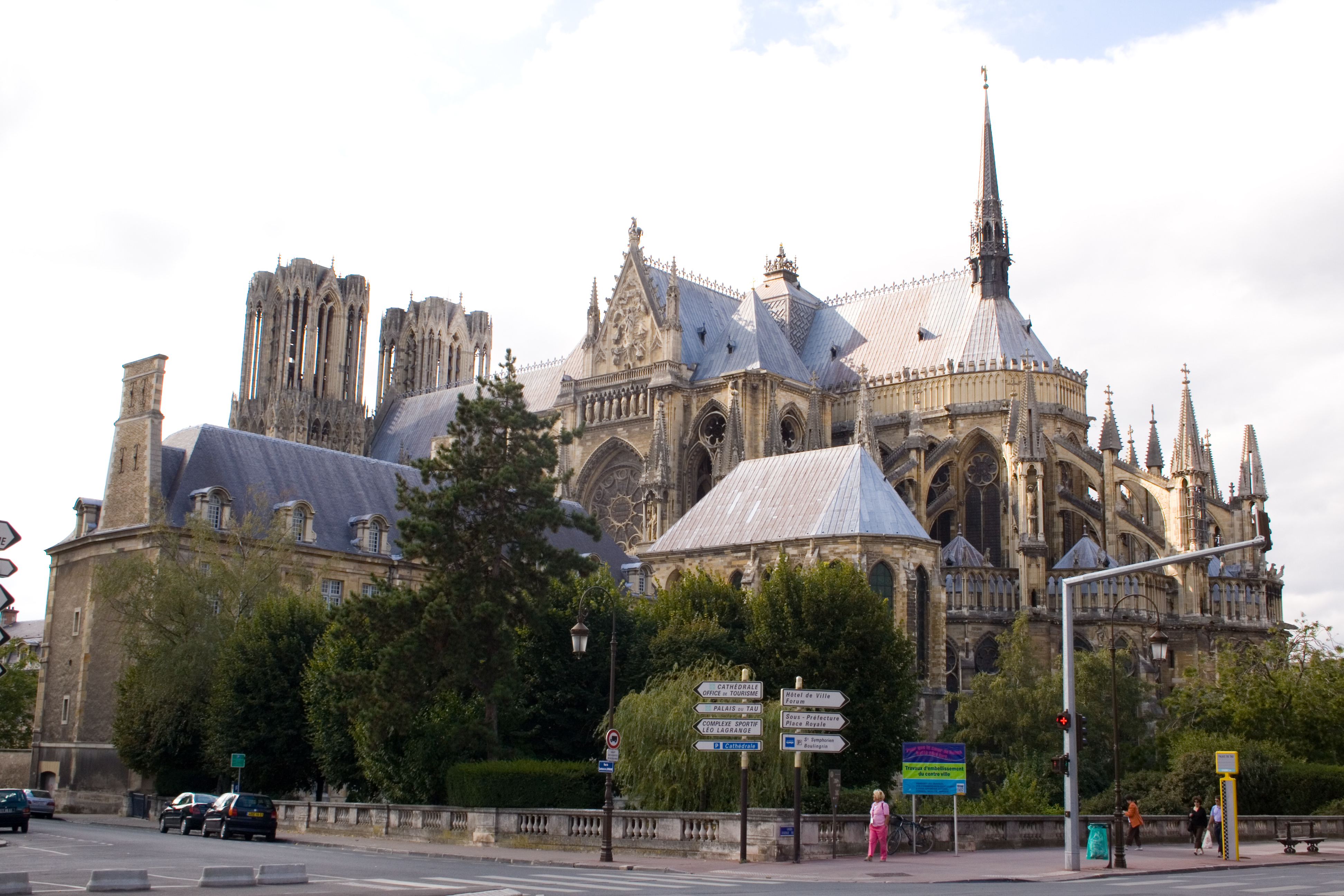
Od tyłu
Plan